# Misje dyplomatyczne Eswatini

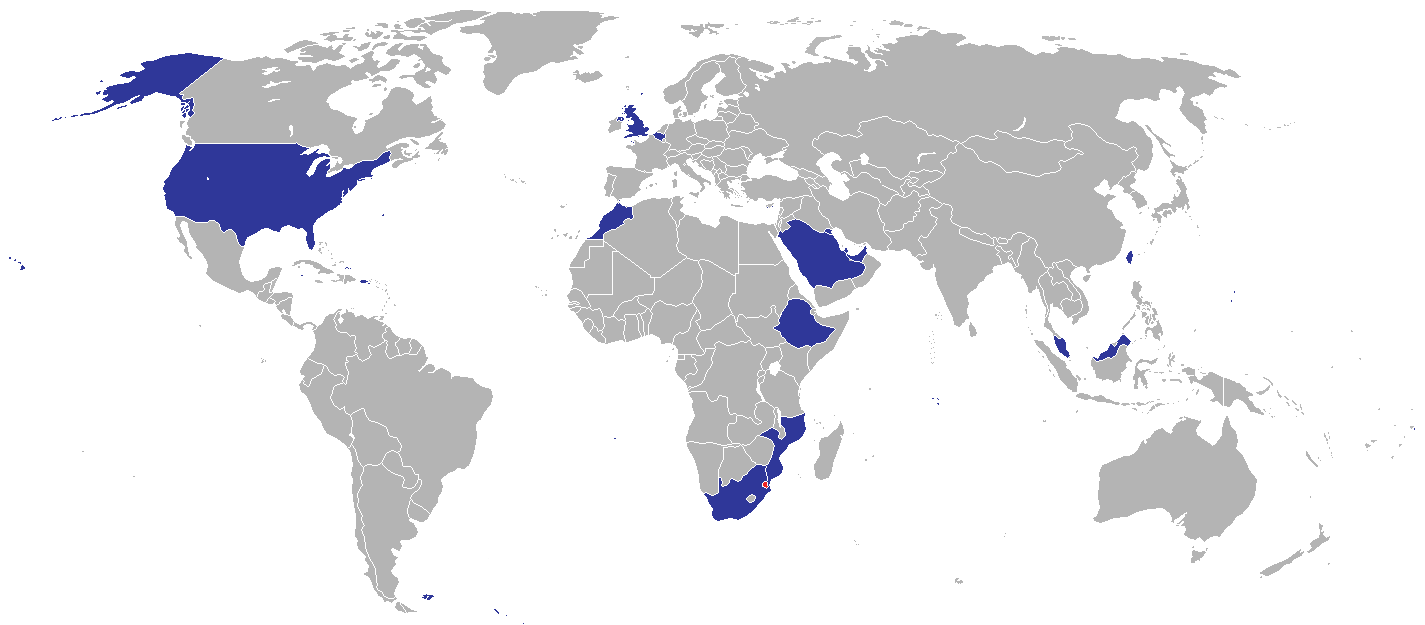
Kraje, w których Królestwo Eswatini ma swoje przedstawicielstwa dyplomatyczne

Misje dyplomatyczne Eswatini – przedstawicielstwa dyplomatyczne Królestwa Eswatini przy innych państwach i organizacjach międzynarodowych. Poniższa lista zawiera wykaz obecnych ambasad, wysokich komisji i konsulatów zawodowych. Nie uwzględniono konsulatów honorowych.

## Europa
- Belgia
  - Bruksela (ambasada)
- Szwajcaria
  - Genewa (ambasada)
- Wielka Brytania
  - Londyn (wysoka komisja)

## Ameryka Północna, Środkowa i Karaiby

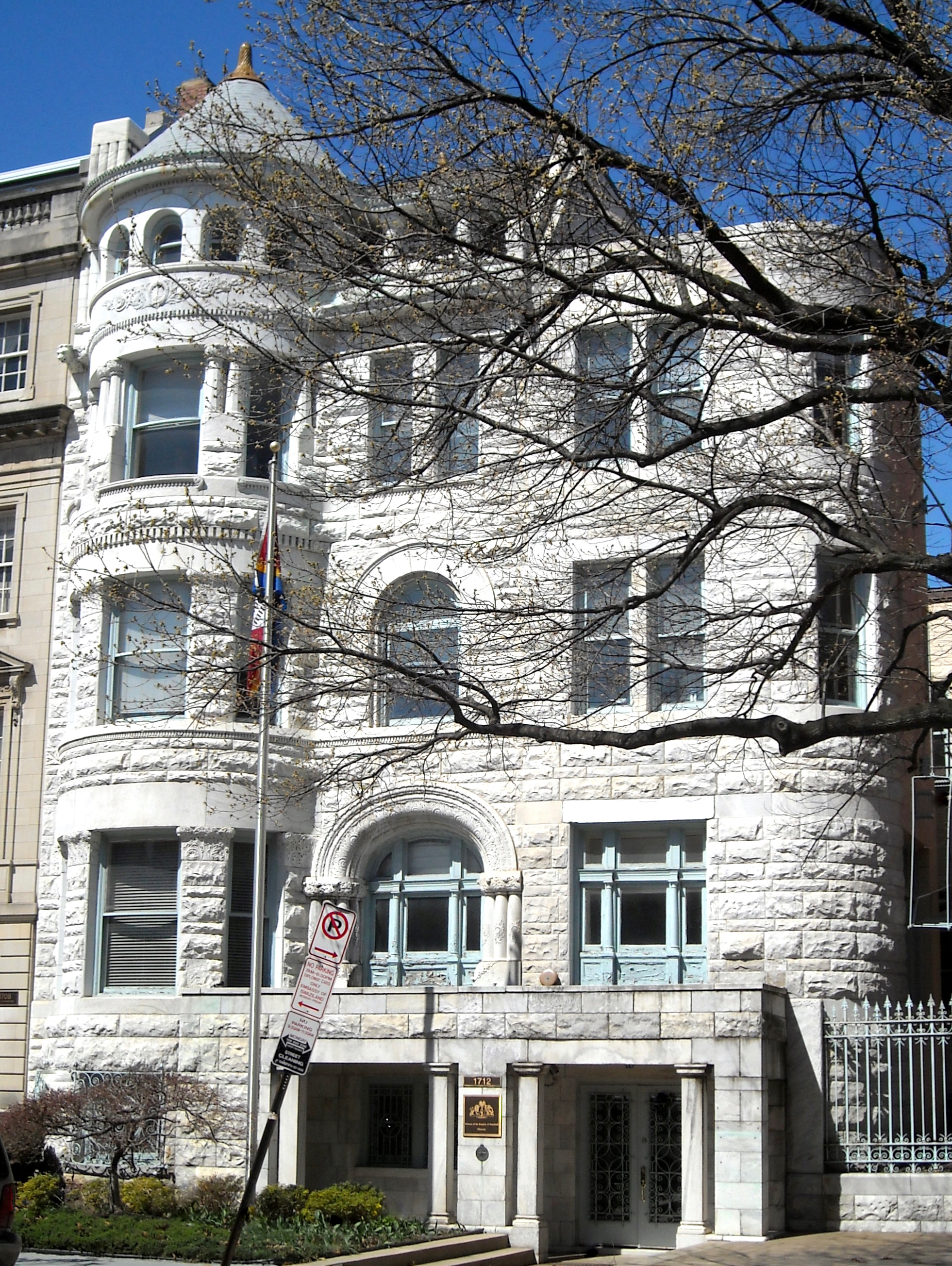
Ambasada Eswatini w Waszyngtonie

- Stany Zjednoczone
  - Waszyngton (ambasada)

## Afryka
- Mozambik
  - Maputo (wysoka komisja)
- Południowa Afryka
  - Pretoria (wysoka komisja)
  - Johannesburg (konsulat)

## Azja
- Katar
  - Doha (ambasada)
- Kuwejt
  - Kuwejt (ambasada)
- Malezja
  - Kuala Lumpur (wysoka komisja)
- Tajwan
  - Tajpej (ambasada)
- Zjednoczone Emiraty Arabskie
  - Abu Zabi (ambasada)

## Organizacje międzynarodowe
- Nowy Jork – Stałe Przedstawicielstwo przy Organizacji Narodów Zjednoczonych
- Addis Abeba – Stałe Przedstawicielstwo przy Unii Afrykańskiej
- Bruksela – Misja przy Unii Europejskiej